# دی‌سولفور
دی‌سولفور (به انگلیسی: Disulfur) یک ترکیب شیمیایی با شناسه پاب‌کم ۵۴۶۰۶۰۲ است. 